# Archibald Primrose
Archibald Philip Primrose, 5. hrabě z Rosebery (Archibald Philip Primrose, 5th Earl of Rosebery, 1st Earl of Midlothian, 5th Viscount Innerkeathing, 1st Viscount Mentmore, 5th Baron Primrose and Rosebery, 2nd Baron Rosebery, 1st Baron Epsom) (7. května 1847, Londýn – 21. května 1929, Epsom, Surrey), byl britský státník, významný činitel Liberální strany. Třikrát byl britským ministrem zahraničí a v letech 1894–1895 krátce premiérem. Poté se v politice již neangažoval, ale do smrti zastával řadu funkcí v regionální správě a na univerzitách, získal Podvazkový řád. Díky sňatku s dědičkou bankéřského rodu Rothschildů byl v britských dějinách nejbohatším předsedou vlády.

## Životopis
Pocházel ze starého skotského rodu, narodil se jako syn Archibalda Primrose, lorda Dalmenyho (1809–1851), který byl poslancem Dolní sněmovny a zastával funkci civilního lorda admirality ve vládě Williama Lamba. Po smrti svého otce roku 1851 byl titulován jako lord Dalmeny. Studoval na Eton College a poté na Christ Church v Oxfordu. Po smrti svého dědečka roku 1868 zdědil titul hraběte z Rosebery, který ho ale neopravňoval k členství ve Sněmovně lordů, protože se jednalo o skotský šlechtický titul. Skotsko bylo v parlamentu reprezentováno 16 členy, kteří byli voleni na každé funkční období parlamentu. Nicméně jeho dědovi byl roku 1828 udělen titul baron z Rosebery, který byl součástí šlechty britské a tudíž zahrnoval i právo účasti v horní komoře parlamentu.

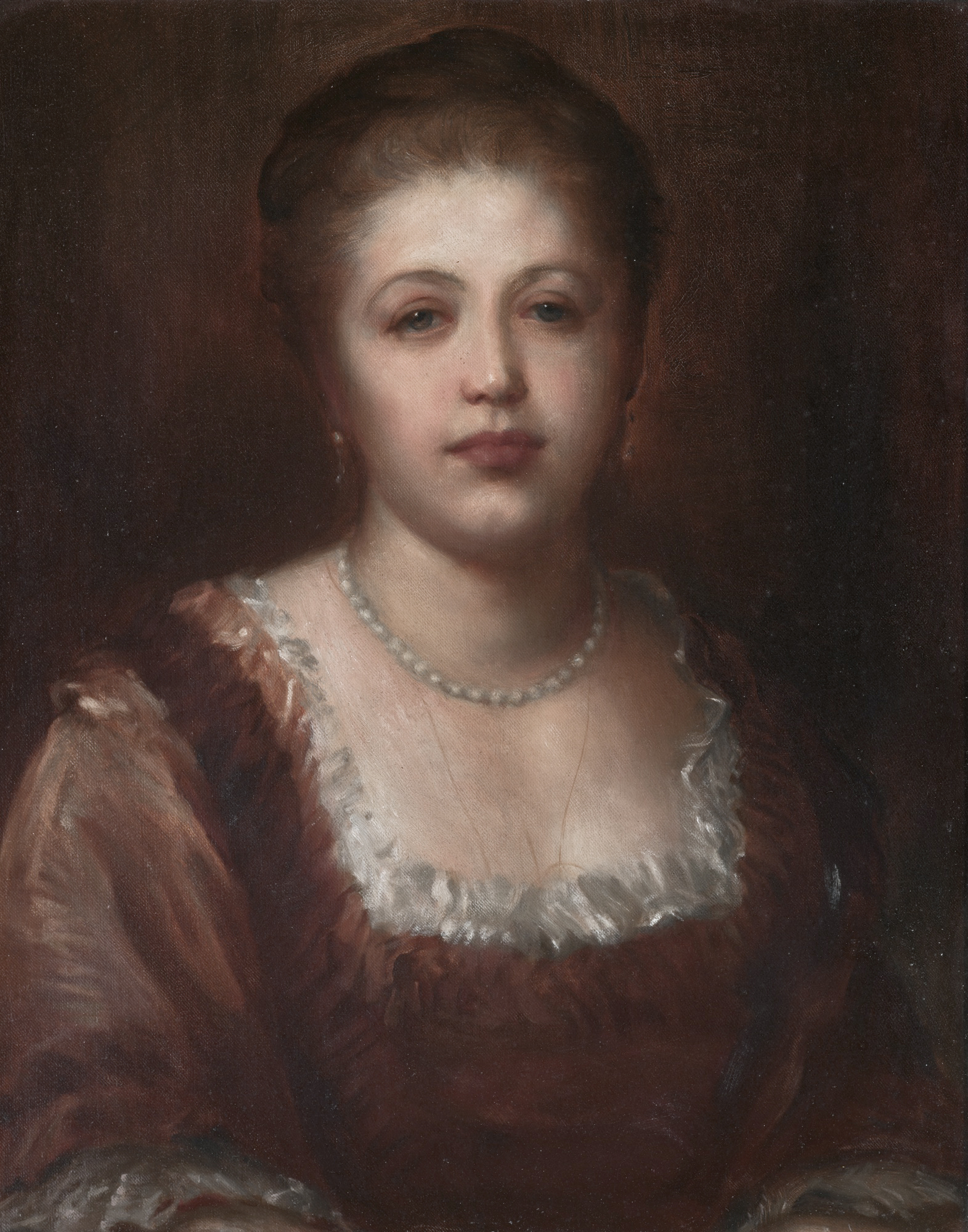
Hannah Primrose, hraběnka z Rosebery, rozená Rothschildová (1851–1890)

Benjamin Disraeli ho lákal do Konzervativní strany, ale úspěšnější byl vůdce Liberální strany William Gladstone. Pomáhal mu prosadit návrh zákona, kterým měla být vytvořena irská samospráva a autonomie, ve Sněmovně lordů, ale neuspěl a zákon byl horní komorou vetován. V roce 1881 byl jmenován členem Tajné rady, zastával funkce státního podsekretáře vnitra (1881–1883) a ministra veřejných prací (1884–1885). Po ovdovění (1890) se dočasně stáhl do soukromí, ale na žádost královny Viktorie se vrátil do vysoké politiky. Stal se vůdcem frakce liberálů ve Sněmovně lordů a v Gladstoneho třetí a čtvrté vládě zastával funkci ministra zahraničí (1892–1894). Poté, co se roku 1894 Gladstone stáhl z politiky, stal se jeho nástupcem ve funkci premiéra (1894–1895). Jeho působení na této pozici bylo spíše neúspěšné. Zatímco jeho návrhy v zahraniční politice byly blokovány levicovým křídlem liberálů, návrhy na změny v domácí politice byly zastaveny v horní komoře parlamentu. I v jeho vlastní vládě panovaly rozpory, Primrose ztratil zájem o prosazování svých politických záměrů proti dalším premiérům Asquitovi a Bannermanovi. Roku 1895 předložila vláda do parlamentu návrh zákona požadující navýšení rozpočtu vlády. Ten byl jen malým počtem hlasů odmítnut. Primrose poté všechny překvapil tím, že označil hlasování o tomto zákonu jako vyjádření nedůvěry vládě a kabinet rozpustil. Jeho nástupcem ve funkci předsedy vlády se stal Robert Cecil.
Na funkci vůdce liberálů rezignoval v říjnu 1896. Poté se oddělil z hlavního křídla strany a stal se jejím důrazným kritikem. Po návratu liberálů k moci v roce 1905 odmítl nabídku na vstup do vlády. Do smrti ale zastával úřady lorda místodržitele ve skotských hrabstvích Linlithgow (1873–1929) a Midlothian (1884–1929). Byl též lordem rektorem univerzity v Glasgow (1899–1902) a kancléřem univerzity v Londýně (1902–1929), v roce 1910 byl pověřen mimořádnou diplomatickou misí do Vídně. Ke svým zděděným titulům získal v roce 1911 britský peerský titul hraběte z Midlothianu. Byl rytířem Podvazkového řádu (1892) a Bodlákového řádu (1895).

## Majetek a rodina

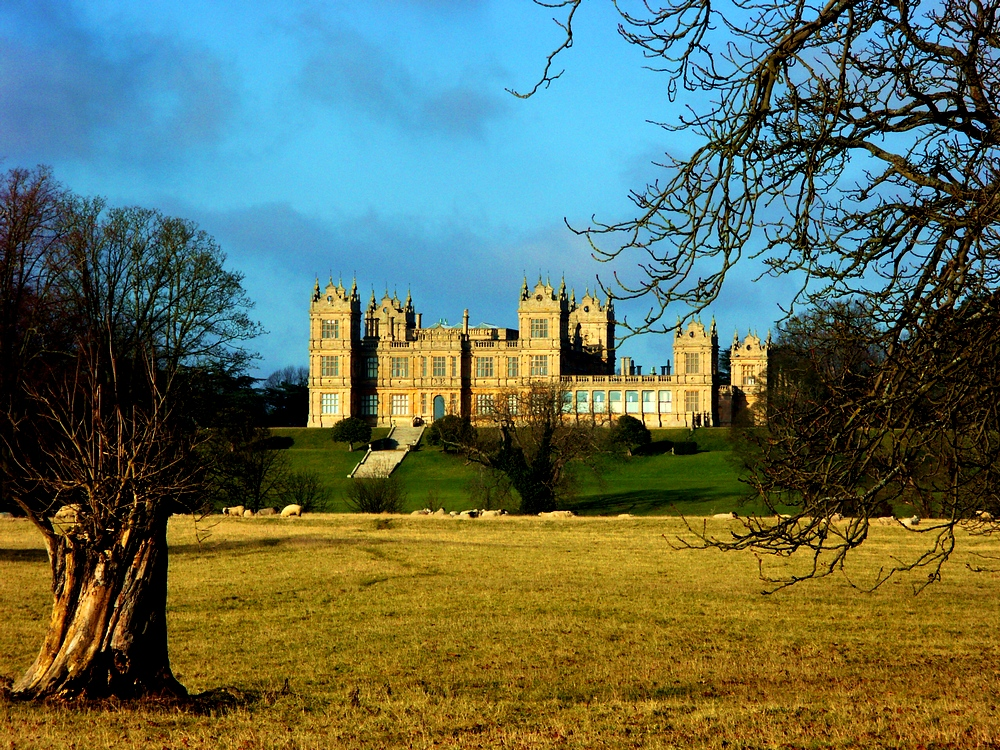
Zámek Mentmore Towers, dědictví po rodu Rothschildů

Po předcích zdědil statky ve Skotsku s hlavním rodovým sídlem Dalmeny House. Sňatkem získal honosný zámek Mentmore Towers (Buckinghamshire), kde se však zdržoval jen zřídka a část vybavení přemístil do Skotska na zámek Dalmeny House. Jeho hlavním sídlem byl zámek The Durdans (Norfolk), který koupil v roce 1874. Zde často pobýval a hostil tu řadu významných osobností včetně členů královské rodiny. Nakonec tu také zemřel a sídlo přešlo dědictvím na jeho starší dceru Sybil.
V roce 1878 se oženil s Hannah Rotschildovou (1851–1890), jedinou dcerou a dědičkou židovského bankéře Mayera Rothschilda. Ta po otci zdědila dva milióny liber v hotovosti, nově postavený zámek Mentmore Towers a umělecké sbírky nevyčíslitelných hodnot. Z jejich manželství pocházely čtyři děti:
- Sybil Primrose (1879–1955), manžel 1903 Sir Charles John Grant (1877–1950), generál, vrchní velitel ve Skotsku 1937–1940

- Margaret Primrose (1881–1967), manžel 1899 Robert Milnes-Crewe, 1. markýz Crewe (1858–1945), místokrál v Irsku, velvyslanec ve Francii, ministr kolonií, války, školství, předseda Sněmovny lordů, rytíř Podvazkového řádu

- Albert Edward Harry Primrose, 6. hrabě z Rosebery (1882–1974), ministr pro Skotsko

- Neil James Archibald Primrose (1882–1917), člen Dolní sněmovny, důstojník, státní podsekretář zahraničí, padl za první světové války